# フレッド・ジャクソン
フレッド・ジャクソン（Fred Jackson、1929年 - ）は、アメリカのジャズ、R&Bのテナー・サックス奏者。

## 略歴
アメリカ・ジョージア州アトランタでR&Bのテナー・サックス奏者として活動を始める。1951年から1953年にかけて、リトル・リチャードのバンドで活動した。歌手のビリー・ライトに同行し、サヴォイ・レコードに幾つかレコーディングを残した。10年後に歌手ロイド・プライスのバンドに加わり、プライスの人気絶頂期のコンサート・ツアーで演奏した。また、歌手のチャック・ウィリスのバンドリーダーとして活動した。1961年、B.B.キングと一緒にレコーディングした。
1960年初頭にジャズの録音をし始め、ブルーノートから幾つかのアルバムでソウル・ジャズのオルガン奏者ジョン・パットン、ベイビー・フェイス・ウィレットと共演。1962年、ブルーノートで録音したフレッド・ジャクソン名義の唯一のリーダー・アルバム『Hootin' 'n Tootin'』を録音した（アルバムの録音に参加したオルガン奏者アール・ヴァン・ダイクはモータウン・レーベルのファンク・ブラザーズに加入した）。フレッド・ジャクソンはその後もブルーノートで録音されたセッションに参加したものの、1998年まで発売されず、CD再発されたアルバム『Hootin' 'n Tootin'』にてお目見えすることとなった。
1960年代半ば以降、フレッド・ジャクソンはR&B、ソウルを演奏し続けた。

## ディスコグラフィ

### リーダー・アルバム
- 『フーティン・ン・トゥーティン』 - Hootin' 'n Tootin' (1962年、Blue Note)

### 参加アルバム
ベイビー・フェイス・ウィレット
- 『フェイス・トゥ・フェイス』 - Face to Face (1961年、Blue Note)

ビッグ・ジョン・パットン
- 『アロング・ケイム・ジョン』 - Along Came John (1963年、Blue Note)
- 『ザ・ウェイ・アイ・フィール』 - The Way I Feel (1964年、Blue Note)

ロイド・プライス
- The Exciting Lloyd Price (1959年、ABC-Paramount)
- This Is My Band (1963年、Double-L)